# Coupe d'Europe féminine des clubs champions de hockey sur glace 2007-2008
Navigation
Édition 2006-2007 Édition 2008-2009
La saison 2007-2008 est la 4e édition de la Coupe d'Europe féminine des clubs champions de hockey sur glace.
L'AIK Solna remporte le titre en finissant premier de la Super Finale, le quatrième du club.

## Premier tour
Le premier de chaque groupe se qualifie pour le deuxième tour.

### Groupe A
Le groupe A s'est déroulé du 5 au 7 octobre 2007 à Sofia (Bulgarie). Les Herlev Hornets s'étant présentées avec un effectif insuffisant, elles perdent toutes leurs rencontres sur tapis vert.
| Pl. | Équipe            | PJ | V | VP | DP | D | Pts | BP | BC | +/- |
| --- | ----------------- | -- | - | -- | -- | - | --- | -- | -- | --- |
| 1   | Aisulu Almaty     | 3  | 3 | 0  | 0  | 0 | 9   | 13 | 0  | +13 |
| 2   | EHV Sabres Vienne | 3  | 2 | 0  | 0  | 1 | 6   | 17 | 11 | +6  |
| 3   | HK Sofia          | 3  | 1 | 0  | 0  | 2 | 3   | 12 | 16 | -4  |
| 4   | Herlev Hornets    | 3  | 0 | 0  | 0  | 3 | 0   | 0  | 15 | -15 |

| 5 octobre 2007 | EHV Sabres Vienne | 0-4 (0-2; 0-1; 0-1)  | Aisulu Almaty     | Sofia |
| 5 octobre 2007 | Herlev Hornets    | 0-5 sur tapis vert   | HK Sofia          | Sofia |
| 6 octobre 2007 | Herlev Hornets    | 0-5 sur tapis vert   | EHV Sabres Vienne | Sofia |
| 6 octobre 2007 | Aisulu Almaty     | 4-0 (1-0; 1-0; 2-0)  | HK Sofia          | Sofia |
| 7 octobre 2007 | Aisulu Almaty     | 5-0 sur tapis vert   | Herlev Hornets    | Sofia |
| 7 octobre 2007 | HK Sofia          | 7-12 (0-4; 3-4; 4-4) | EHV Sabres Vienne | Sofia |

### Groupe B
Le groupe B s'est déroulé du 5 au 7 octobre 2007 à Martin (Slovaquie).
| Pl. | Équipe                           | PJ | V | VP | DP | D | Pts | BP | BC | +/- |
| --- | -------------------------------- | -- | - | -- | -- | - | --- | -- | -- | --- |
| 1   | MHC Martin                       | 3  | 2 | 0  | 1  | 0 | 7   | 28 | 5  | +23 |
| 2   | HDK Terme Maribor                | 3  | 2 | 0  | 0  | 1 | 6   | 45 | 6  | +39 |
| 3   | SHK Laima                        | 3  | 1 | 1  | 0  | 1 | 5   | 38 | 8  | +30 |
| 4   | Büyükşehir Belediyesi Ankara S K | 3  | 0 | 0  | 0  | 3 | 0   | 1  | 93 | -92 |

| 5 octobre 2007 | SHK Laima         | 35-1    | BB Ankara SK      | Zimný štadión, Martin |
| 5 octobre 2007 | MHC Martin        | 5-2     | HDK Terme Maribor | Zimný štadión, Martin |
| 6 octobre 2007 | BB Ankara SK      | 0-21    | MHC Martin        | Zimný štadión, Martin |
| 6 octobre 2007 | HDK Terme Maribor | 5-1     | SHK Laima         | Zimný štadión, Martin |
| 7 octobre 2007 | HDK Terme Maribor | 38-0    | BB Ankara SK      | Zimný štadión, Martin |
| 7 octobre 2007 | MHC Martin        | 2-3 tab | SHK Laima         | Zimný štadión, Martin |

### Groupe C
Le groupe C s'est déroulé du 5 au 7 octobre 2007 à Cergy-Pontoise (France).
| Pl. | Équipe              | PJ | V | VP | DP | D | Pts | BP | BC | +/- |
| --- | ------------------- | -- | - | -- | -- | - | --- | -- | -- | --- |
| 1   | HC Cergy-Pontoise   | 3  | 3 | 0  | 0  | 0 | 9   | 14 | 3  | +11 |
| 2   | Vålerenga Ishockey  | 3  | 2 | 0  | 0  | 1 | 6   | 20 | 4  | +16 |
| 3   | Phantoms de Slough  | 3  | 1 | 0  | 0  | 2 | 3   | 10 | 16 | -6  |
| 4   | HC Dreamland Queens | 3  | 0 | 0  | 0  | 3 | 0   | 0  | 21 | -21 |

| 5 octobre 2007 | HC Dreamland Queens | 0-10                | Vålerenga Ishockey  | Patinoire de Cergy-Pontoise, Cergy-Pontoise |
| 5 octobre 2007 | HC Cergy-Pontoise   | 7-2                 | Phantoms de Slough  | Patinoire de Cergy-Pontoise, Cergy-Pontoise |
| 6 octobre 2007 | Phantoms de Slough  | 6-0                 | HC Dreamland Queens | Patinoire de Cergy-Pontoise, Cergy-Pontoise |
| 6 octobre 2007 | Vålerenga Ishockey  | 1-2 (1-0; 0-1; 0-1) | HC Cergy-Pontoise   | Patinoire de Cergy-Pontoise, Cergy-Pontoise |
| 7 octobre 2007 | Vålerenga Ishockey  | 9-2                 | Phantoms de Slough  | Patinoire de Cergy-Pontoise, Cergy-Pontoise |
| 7 octobre 2007 | HC Cergy-Pontoise   | 5-0                 | HC Dreamland Queens | Patinoire de Cergy-Pontoise, Cergy-Pontoise |

### Groupe D
Le groupe D s'est déroulé du 5 au 7 octobre 2007 à Prague (République tchèque).
| Pl. | Équipe            | PJ | V | VP | DP | D | Pts | BP | BC | +/- |
| --- | ----------------- | -- | - | -- | -- | - | --- | -- | -- | --- |
| 1   | HC Slavia Prague  | 3  | 3 | 0  | 0  | 0 | 9   | 33 | 2  | +31 |
| 2   | HC Eagles Bolzano | 3  | 2 | 0  | 0  | 1 | 6   | 16 | 5  | +11 |
| 3   | UTE-Marilyn       | 3  | 1 | 0  | 0  | 2 | 3   | 6  | 17 | -11 |
| 4   | SC Miercurea-Ciuc | 3  | 0 | 0  | 0  | 3 | 0   | 2  | 33 |     |

| 5 octobre 2007 | HC Slavia Prague  | 4-2 (1-0; 2-1; 1-1)  | HC Eagles Bolzano | Zimní stadión Eden, Prag |
| 5 octobre 2007 | SC Miercurea-Ciuc | 2-5 (0-2; 1-2; 1-1)  | UTE-Marilyn       | Zimní stadión Eden, Prag |
| 6 octobre 2007 | UTE-Marilyn       | 0-10 (0-2; 0-3; 0-5) | HC Slavia Prague  | Zimní stadión Eden, Prag |
| 6 octobre 2007 | HC Eagles Bolzano | 9-0 (1-0; 5-0; 3-0)  | SC Miercurea-Ciuc | Zimní stadión Eden, Prag |
| 7 octobre 2007 | HC Slavia Prague  | 19-0 (9-0; 6-0; 4-0) | SC Miercurea-Ciuc | Zimní stadión Eden, Prag |
| 7 octobre 2007 | HC Eagles Bolzano | 5-1 (4-0; 1-1; 0-0)  | UTE-Marilyn       | Zimní stadión Eden, Prag |

## Deuxième tour
Les deux premiers de chaque groupe se qualifient pour la Super Finale.

### Groupe E
Le groupe E s'est déroulé du 30 novembre au 2 décembre 2007 à Dmitrov (Russie).
| Pl. | Équipe                        | PJ | V | VP | DP | D | Pts | BP | BC | +/- |
| --- | ----------------------------- | -- | - | -- | -- | - | --- | -- | -- | --- |
| 1   | Aisulu Almaty                 | 3  | 1 | 2  | 0  | 0 | 7   | 11 | 3  | +8  |
| 2   | Espoo Blues                   | 3  | 2 | 0  | 1  | 0 | 7   | 12 | 4  | +8  |
| 3   | Tornado de l'Oblast de Moscou | 3  | 1 | 0  | 1  | 1 | 4   | 15 | 3  | +12 |
| 4   | MHC Martin                    | 3  | 0 | 0  | 0  | 3 | 0   | 3  | 31 | -28 |

| 30 novembre 2007  | Espoo Blues                | 1-2 tab (0-1; 1-0; 0-0; 0-0; 0-1) | Aisulu Almaty              | Palais des Sports, Dmitrov |
| 30 novembre 2007  | Tor. de l'Oblast de Moscou | 14-0 (5-0; 4-0; 5-0)              | MHC Martin                 | Palais des Sports, Dmitrov |
| 1er décembre 2007 | Aisulu Almaty              | 2-1 tab (0-1; 0-0; 1-0; 0-0; 1-0) | Tor. de l'Oblast de Moscou | Palais des Sports, Dmitrov |
| 1er décembre 2007 | Espoo Blues                | 10-2 (5-2; 2-0; 3-0)              | MHC Martin                 | Palais des Sports, Dmitrov |
| 2 décembre 2007   | Tor. de l'Oblast de Moscou | 0-1 (0-0; 0-0; 0-1)               | Espoo Blues                | Palais des Sports, Dmitrov |
| 2 décembre 2007   | MHC Martin                 | 1-7 (1-1; 0-4; 0-2)               | Aisulu Almaty              | Palais des Sports, Dmitrov |

### Groupe F

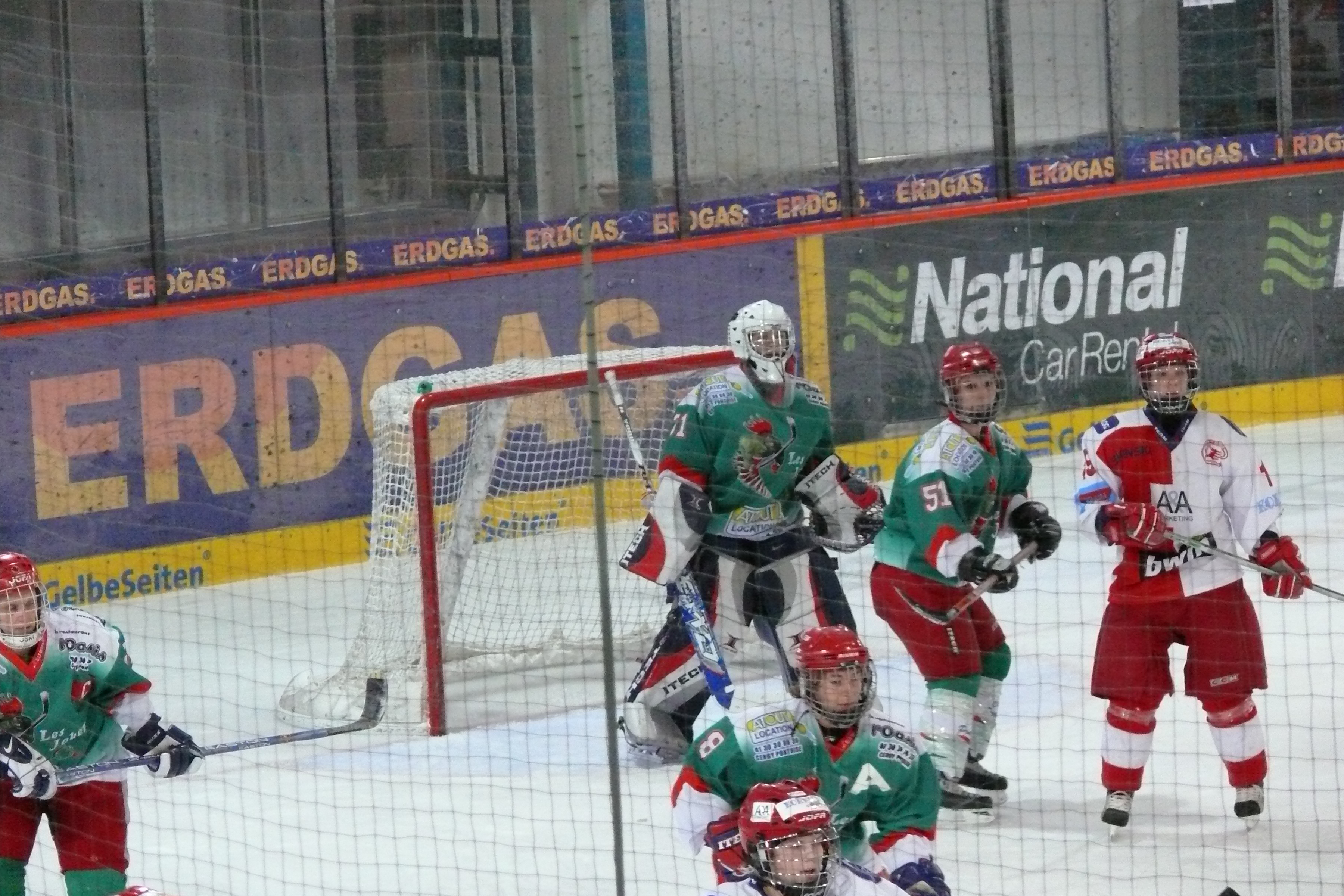
Rencontre entre le HC Slavia Prague (blanc et rouge) et le HC Cergy-Pontoise (vert).

Le groupe F s'est déroulé du 30 novembre au 2 décembre 2007 à Berlin (Allemagne).
| Pl. | Équipe            | PJ | V | VP | DP | D | Pts | BP | BC | +/- |
| --- | ----------------- | -- | - | -- | -- | - | --- | -- | -- | --- |
| 1   | HC Lugano         | 3  | 3 | 0  | 0  | 0 | 9   | 18 | 7  | +11 |
| 2   | OSC Berlin        | 3  | 1 | 1  | 0  | 1 | 5   | 13 | 9  | +4  |
| 3   | HC Slavia Prague  | 3  | 1 | 0  | 1  | 1 | 4   | 13 | 11 | +2  |
| 4   | HC Cergy-Pontoise | 3  | 0 | 0  | 0  | 3 | 0   | 4  | 21 | -17 |

| 30 novembre 2007  | HC Lugano         | 6-2 (1-0; 1-2; 4-0)               | HC Slavia Prague  | Wellblechpalast, Berlin |
| 30 novembre 2007  | HC Cergy-Pontoise | 1-6 (0-2; 0-2; 1-2)               | OSC Berlin        | Wellblechpalast, Berlin |
| 1er décembre 2007 | HC Slavia Prague  | 8-1 (3-0; 2-0; 3-1)               | HC Cergy-Pontoise | Wellblechpalast, Berlin |
| 1er décembre 2007 | OSC Berlin        | 3-5 (1-2; 1-1; 1-2)               | HC Lugano         | Wellblechpalast, Berlin |
| 2 décembre 2007   | HC Lugano         | 7-2 (3-1; 2-0; 2-1)               | HC Cergy-Pontoise | Wellblechpalast, Berlin |
| 2 décembre 2007   | OSC Berlin        | 4-3 tab (2-1; 1-1; 0-1; 0-0; 1-0) | HC Slavia Prague  | Wellblechpalast, Berlin |

## Super Finale
La Super Finale s'est déroulée du 29 janvier au 3 février 2008 à Vallentuna (Suède).
| Pl. | Équipe        | PJ | V | VP | DP | D | Pts | BP | BC | +/- |
| --- | ------------- | -- | - | -- | -- | - | --- | -- | -- | --- |
| 1   | AIK Solna     | 4  | 4 | 0  | 0  | 0 | 12  | 21 | 9  | +12 |
| 2   | Espoo Blues   | 4  | 3 | 0  | 0  | 1 | 9   | 13 | 8  | +5  |
| 3   | Aisulu Almaty | 4  | 2 | 0  | 0  | 2 | 6   | 11 | 9  | +2  |
| 4   | HC Lugano     | 4  | 1 | 0  | 0  | 3 | 3   | 10 | 22 | -12 |
| 5   | OSC Berlin    | 4  | 0 | 0  | 0  | 4 | 0   | 9  | 16 | -7  |

| 29 janvier 2008  | AIK Solna     | 4-2 (0-1; 1-1; 3-0)  | Espoo Blues   | Ishall, Vallentuna Affluence : 184 |
| 30 janvier 2008  | OSC Berlin    | 3-4 (1-2; 1-1; 1-1)  | HC Lugano     | Ishall, Vallentuna Affluence : 34  |
| 30 janvier 2008  | Espoo Blues   | 3-0 (2-0; 1-0; 0-0)  | Aisulu Almaty | Ishall, Vallentuna Affluence : 42  |
| 31 janvier 2008  | OSC Berlin    | 1-4 (1-1; 0-0; 0-3)  | Espoo Blues   | Ishall, Vallentuna Affluence : 37  |
| 31 janvier 2008  | HC Lugano     | 2-10 (1-2; 1-4; 0-4) | AIK Solna     | Ishall, Vallentuna Affluence : 75  |
| 1er février 2008 | AIK Solna     | 3-2 (1-1; 1-1; 1-0)  | Aisulu Almaty | Ishall, Vallentuna Affluence : 217 |
| 2 février 2008   | HC Lugano     | 3-4 (1-0; 2-1; 0-3)  | Espoo Blues   | Ishall, Vallentuna Affluence : 64  |
| 2 février 2008   | Aisulu Almaty | 4-2 (1-0; 2-2; 1-0)  | OSC Berlin    | Ishall, Vallentuna Affluence : 53  |
| 3 février 2008   | Aisulu Almaty | 5-1 (1-0; 1-1; 3-0)  | HC Lugano     | Ishall, Vallentuna Affluence : 27  |
| 3 février 2008   | OSC Berlin    | 3-4 (0-4; 2-0; 1-0)  | AIK Solna     | Ishall, Vallentuna Affluence : 167 |

### Meilleures joueuses
| Récompense           | Joueuse              | Équipe        |
| -------------------- | -------------------- | ------------- |
| Meilleure gardienne  | Noora Räty           | Espoo Blues   |
| Meilleure défenseure | Tatiana Shtelmeister | Aisulu Almaty |
| Meilleure attaquante | Erika Holst          | AIK Solna     |

### Effectif vainqueur
| Vainqueur de la Coupe d'Europe féminine des clubs champions AIK Solna | Gardiennes de but : Josephin Lennström, Madeleine Schelander Défenseures : Emilia Andersson, Linnéa Bäckman, Emelie Berggren, Maria Hortell, Hanna Lindström, Katarina Timglas, Suvi Vacker Attaquantes : Maritta Becker, Gizela Blom, Sandra Claesson, Deborah Eckefjord, Nanna Hamell, Isabelle Jordansson, Kathrin Lehmann, Maria Rooth, Danijela Rundqvist, Malin Sonefors, Pernilla Winberg Entraîneur : Henrik Cedergren |